# Humlebæk
Humlebæk es una localidad situada en el municipio de Fredensborg, en la región Capital (Dinamarca), con una población en 2012 de unos 9252 habitantes.
Se encuentra ubicada al noreste de la isla de Selandia, junto al estrecho de Øresund (mar Báltico) y cerca de Copenhague.

## Historia
La historia de Humlebæk se remonta al siglo XVI, donde el urbario del feudo de Kronborg y Frederiksborg menciona un pueblo de pescadores en 1582-1583 con siete pescadores en el asentamiento.
Humlebæk alberga el Museo de "Arte Moderno de Luisiana" . El museo abrió en 1958 y hoy tiene aproximadamente 600.000 visitantes anuales. En 2018, Louisiana ocupó el puesto 7 en la lista de atracciones turísticas más visitadas de Dinamarca.
El 25 de julio de 1700, durante la Gran Guerra del Norte, las tropas suecas de Carlos XII desembarcaron en Humlebæk con el objetivo de conquistar la cercana ciudad de Copenhague.